# Залімхан Юсупов
Залімхан Юсупов (рос. Залимхан Юсупов; нар. 19 лютого 1984, Махачкала, Дагестанська АРСР, РРФСР, СРСР) — таджицький борець вільного стилю, срібний призер Азійських ігор, учасник Олімпійських ігор. Після завершення борцівської кар'єри — боєць ММА.

## Життєпис
Боротьбою почав займатися з 2000 року. Тренер — Абдулрахман Мірзаєв (з 2000). На початку спортивної кар'єри представляв Росію. З 2012 року почав вмступи за збірну Таджикистану. У її складі здобув ліцензію на участь в літніх Олімпійських іграх 2012 року в Лондоні. У першому колі він пройшов представника Росії Алана Гогаєва, але в 1/8 фіналу поступився канадцю Гайслану Гарсії і посів підсумкове одинадцяте місце.
2014 року Юсупов виступив на Азіатських іграх, де дійшов до фіналу, де поступився індійцю Йогешвару Дутту і завоював срібну медаль. У грудні 2015 року в аналізах Юсупова виявили заборонений препарат «диметилбутиламін» та срібну медаль відібрали. Також таджицького борця дискваліфікували на чотири роки за вживання допінгу. Після цього він вирішив перейти до ММА. Юсупов займався не лише вільною боротьбою, а й бойовим самбо, отримавши звання майстра спорту. 18 січня 2014 року Залімхан вдало дебютував у промоції Oplot, задушивши опонента в першому раунді. У шести перших боях у професійних ММА Юсупов здобув п'ять перемог. Однак після цього в нього почалися проблеми з дисципліною, перемоги Юсупова чередувались з поразками і він більше запам'ятався неадекватною поведінкою не лише на ринзі, а й за його межами.

## Спортивні результати на міжнародних змаганнях

### Виступи на Олімпіадах
| Змагання                    | Збірна      | Вагова категорія          | Місце |
| --------------------------- | ----------- | ------------------------- | ----- |
| Літні Олімпійські ігри 2012 | Таджикистан | вільна боротьба, до 66 кг | 11    |

### Виступи на Чемпіонатах світу
| Змагання                        | Збірна      | Вагова категорія          | Місце |
| ------------------------------- | ----------- | ------------------------- | ----- |
| Чемпіонат світу з боротьби 2014 | Таджикистан | вільна боротьба, до 70 кг | 5     |

### Виступи на Чемпіонатах Азії
| Змагання                       | Збірна      | Вагова категорія          | Місце |
| ------------------------------ | ----------- | ------------------------- | ----- |
| Чемпіонат Азії з боротьби 2014 | Таджикистан | вільна боротьба, до 65 кг | 11    |

### Виступи на Азійських іграх
| Змагання           | Збірна      | Вагова категорія          | Місце  |
| ------------------ | ----------- | ------------------------- | ------ |
| Азійські ігри 2014 | Таджикистан | вільна боротьба, до 65 кг | Срібло |

### Виступи на інших змаганнях
| Змагання                                                        | Збірна      | Вагова категорія          | Місце  |
| --------------------------------------------------------------- | ----------- | ------------------------- | ------ |
| Турнір Алі Алієва 2011                                          | Росія       | вільна боротьба, до 66 кг | Бронза |
| Олімпійський кваліфікаційний турнір з боротьби 2012 (Астана)    | Таджикистан | вільна боротьба, до 66 кг | 7      |
| Олімпійський кваліфікаційний турнір з боротьби 2012 (Гельсінкі) | Таджикистан | вільна боротьба, до 66 кг | Золото |
| Турнір Дмитра Коркіна 2012                                      | Таджикистан | вільна боротьба, до 66 кг | 9      |
| Кубок Рамзана Кадирова 2013                                     | Таджикистан | вільна боротьба, до 66 кг | Срібло |
| Турнір Алі Алієва 2014                                          | Таджикистан | вільна боротьба, до 65 кг | 5      |
| Золотий Гран-прі з боротьби 2014 (Баку)                         | Таджикистан | вільна боротьба, до 70 кг | 8      |
| Інтерконтинентальний кубок з боротьби 2014                      | Таджикистан | вільна боротьба, до 65 кг | 7      |
| Кубок Президента Бурятської Республіки з боротьби 2015          | Таджикистан | вільна боротьба, до 70 кг | Золото |
| Турнір Алі Алієва 2015                                          | Таджикистан | вільна боротьба, до 65 кг | 5      |